# الینا اودن
الینا اودن (انگلیسی: Elaina Oden؛ زادهٔ march ۲۱, ۱۹۶۷ (۵۷ سال)) بازیکن والیبال اهل ایالات متحده آمریکا است.